# Mezzanotte (film 1930)
Mezzanotte (Va Banque) è un film del 1930, diretto da Erich Waschneck ed interpretat oda due divi del cinema tedesco dell'epoca, Lil Dagover e Gustaf Gründgens.

## Produzione
Il film fu prodotto dalla Deutsche Tonfilm Produktions (Deuton-Film).

## Distribuzione
Distribuito dalla Deutsche Lichtspiel-Syndikat (DLS), il film uscì nelle sale cinematografiche tedesche il 18 settembre 1930. In Grecia, al film venne dato il titolo To daktylidi tis aftokrateiras.